# NGC 3177
NGC 3177 este o galaxie activă situată în constelația Leul. A fost descoperită în 1784 de către William Herschel. Se află la o distanță de 21,7 de megaparseci de Pământ.